# Tom Ahlberg
Tom Anders Ahlberg (født 14. juli 1958 i Sverige) er en dansk forlægger og tidligere dansk politiker fra Socialistisk Folkeparti.
Tom Ahlberg er student fra Christianshavns Gymnasium 1977 og var bestyrelsesmedlem i Danske Gymnasieelevers Sammenslutning 1975-76. I årene 1977-1982 var han konsulent for Dansk Ungdoms Fællesråd og chauffør, SP Forlag A/S.
Fra 1982 studerede Ahlberg på Danmarks Journalisthøjskole, men færdiggjorde ikke uddannelsen, da han blev valgt til borgmester i København. Han var skole- og kulturborgmester (borgmester for 1. afdeling) 1986-1994 og var dengang landets yngste borgmester. I sin borgmestertid fik han bl.a. udarbejdet et projekt til et kombineret skole- og kulturområde på Ny Tøjhus på Islands Brygge, som arkitekten Anna Maria Indrio i 1989 tegnede et projekt til. På grund af Forsvarets modvilje blev projektet ikke til noget. 1. oktober 1989 var Ahlberg giftefoged da Axel Axgil og Eigil Axgil indgik i registreret partnerskab som det første homoseksuelle par .
Som borgmester var han bl.a. formand for Københavns Kulturfond, Thorvaldsens Museum, Københavns Bymuseum og Legetøjsmuseet samt medlem af Københavns Idrætsparks bestyrelse og Museumsrådet. 
Han var i samme periode næstformand for Kulturby 96 og formand for sammes Ideudvalg, formand for Det storkøbenhavnske Teaterfællesskab og Sjællands Symfoniorkester. Han havde bestyrelsesposter i Danmarks Biblioteksforening, Indbindingscentralen A/S (næstformand), Dansk BiblioteksCenter A/S, Parken A/S og Ny Carlsberg Glyptotek og sad i repræsentantskabet for Statens Kunstfond, Team Danmark og ARTE.
Dernæst blev Ahlberg redaktør ved Danmarks Radio, P3 Musikredaktionen indtil 1996.
Ahlberg driver i dag Forlaget Underskoven.